# Star Wars: Tales of the Underworld
Star Wars: Tales of the Underworld är en amerikansk animerad TV-serie som hade premiär på Disney+ den 4 maj 2025. Serien som består av sex avsnitt är skapad av Dave Filoni och utspelar sig i Star Wars-universumet.

## Handling
Den före detta lönnmördaren och prisjägaren Asajj Ventress får en ny chans och tvingas fly tillsammans med en oväntad ny allierad, medan laglöse Cad Bane konfronterar sitt förflutna när han ställs öga mot öga med en gammal vän.

## Rollista (i urval)
- Nika Futterman
- Corey Burton
- Artt Butler
- Lane Factor
- AJ LoCascio
- Clare Grant
- Dawn-Lyen Gardner
- Eric Lope